# Allgäu Comets 2022
Questa voce raccoglie le informazioni riguardanti gli Allgäu Comets nelle competizioni ufficiali della stagione 2022.

## German Football League 2022

### Stagione regolare
| Kempten 22 maggio 2022, ore 15:00 1ª giornata | Allgäu Comets | 42 – 43 (7-7 14-23 7-6 14-7) referto | Straubing Spiders | Illerstadion (612 spett.)\| Arbitro: \| Klaiber \| |
| Arbitro:                                      | Klaiber       |                                      |                   |                                                    |

| Kempten 12 giugno 2022, ore 15:00 4ª giornata | Allgäu Comets | 48 – 20 (10-0 18-7 0-7 20-6) referto | Ravensburg Razorbacks | Illerstadion (869 spett.)\| Arbitro: \| Klaiber \| |
| Arbitro:                                      | Klaiber       |                                      |                       |                                                    |

| Schwäbisch Hall 18 giugno 2022, ore 17:05 5ª giornata | Schwäbisch Hall Unicorns | 42 – 28 (14-6 14-8 14-7 0-7) referto | Allgäu Comets | Optima Sportpark (1296 spett.)\| Arbitro: \| Nabinger \| |
| Arbitro:                                              | Nabinger                 |                                      |               |                                                          |

| Monaco di Baviera 2 luglio 2022, ore 16:00 7ª giornata | Munich Cowboys | 21 – 20 (7-0 0-12 7-8 7-0) referto | Allgäu Comets | Städtisches Stadion an der Dantestraße (1412 spett.)\| Arbitro: \| Fischer \| |
| Arbitro:                                               | Fischer        |                                    |               |                                                                               |

| Kempten 24 luglio 2022, ore 15:00 9ª giornata | Allgäu Comets | 28 – 20 (0-0 14-7 0-6 14-7) referto | Marburg Mercenaries | Illerstadion (563 spett.)\| Arbitro: \| Klaiber \| |
| Arbitro:                                      | Klaiber       |                                     |                     |                                                    |

| Weingarten 30 luglio 2022, ore 19:00 10ª giornata | Ravensburg Razorbacks | 36 – 49 (7-7 7-14 0-14 22-14) referto | Allgäu Comets | Lindenhofstadion (1613 spett.)\| Arbitro: \| Fischer \| |
| Arbitro:                                          | Fischer               |                                       |               |                                                         |

| Kempten 7 agosto 2022, ore 15:00 Recupero 6ª giornata | Allgäu Comets | 62 – 10 (16-0 14-0 16-7 16-3) referto | Frankfurt Universe | Illerstadion (593 spett.)\| Arbitro: \| Klaiber \| |
| Arbitro:                                              | Klaiber       |                                       |                    |                                                    |

| Straubing 13 agosto 2022, ore 15:00 11ª giornata | Straubing Spiders | 7 – 43 (7-12 0-12 0-13 0-6) referto | Allgäu Comets | VfB-Stadion am Peterswöhrd (880 spett.)\| Arbitro: \| Klaiber \| |
| Arbitro:                                         | Klaiber           |                                     |               |                                                                  |

| Kempten 21 agosto 2022, ore 15:00 12ª giornata | Allgäu Comets | 28 – 49 (0-14 7-21 14-14 7-0) referto | Schwäbisch Hall Unicorns | Illerstadion (822 spett.)\| Arbitro: \| Fischer \| |
| Arbitro:                                       | Fischer       |                                       |                          |                                                    |

| Saarbrücken 27 agosto 2022, ore 17:00 13ª giornata | Saarland Hurricanes | 42 – 43 (7-0 14-14 7-14 14-15) referto | Allgäu Comets | Ludwigsparkstadion (870 spett.)\| Arbitro: \| Schrader \| |
| Arbitro:                                           | Schrader            |                                        |               |                                                           |

### Playoff
| Braunschweig 10 settembre 2022, ore 20:01 Quarti di finale | New Yorker Lions | 10 – 14 (0-0 0-7 0-0 10-7) referto | Allgäu Comets | Eintracht-Stadion (2722 spett.)\| Arbitro: \| Kopka \| |
| Arbitro:                                                   | Kopka            |                                    |               |                                                        |

| Schwäbisch Hall 24 settembre 2022, ore 16:04 Semifinale | Schwäbisch Hall Unicorns | 33 – 8 (7-0 13-0 13-0 0-8) referto | Allgäu Comets | Optima Sportpark (2534 spett.)\| Arbitro: \| Maurer \| |
| Arbitro:                                                | Maurer                   |                                    |               |                                                        |

## Statistiche di squadra
| Competizione      | %Vittorie | In casa | In casa | In casa | In casa | In casa | In casa | In trasferta | In trasferta | In trasferta | In trasferta | In trasferta | In trasferta | Totale | Totale | Totale | Totale | Totale | Totale |
| Competizione      | %Vittorie | G       | V       | N       | P       | Pf      | Ps      | G            | V            | N            | P            | Pf           | Ps           | G      | V      | N      | P      | Pf     | Ps     |
| ----------------- | --------- | ------- | ------- | ------- | ------- | ------- | ------- | ------------ | ------------ | ------------ | ------------ | ------------ | ------------ | ------ | ------ | ------ | ------ | ------ | ------ |
| Stagione regolare | .600      | 5       | 3       | 0       | 2       | 208     | 142     | 5            | 3            | 0            | 2            | 183          | 148          | 10     | 6      | 0      | 4      | 391    | 290    |
| Playoff           | .500      | 0       | 0       | 0       | 0       | 0       | 0       | 2            | 1            | 0            | 1            | 22           | 43           | 2      | 1      | 0      | 1      | 22     | 43     |
| Totale            | .583      | 5       | 3       | 0       | 2       | 208     | 142     | 7            | 4            | 0            | 3            | 205          | 191          | 12     | 7      | 0      | 5      | 413    | 333    |

## Statistiche personali

### Marcatori
| Giocatore     | Ruolo | TD rush | TD recv | TD int | TD p.ret | TD k.ret | TD oth | Xp1  | Xp2 | FG | Saf | Totale |
| ------------- | ----- | ------- | ------- | ------ | -------- | -------- | ------ | ---- | --- | -- | --- | ------ |
| Harvey        |       | 0       | 17+1    | 0      | 0        | 0        | 0      | 0    | 4   | 0  | 0   | 116    |
| Rüegg         |       | 0       | 10      | 0      | 0        | 0        | 0      | 0    | 1+1 | 0  | 0   | 64     |
| Pocrnic       |       | 5       | 4       | 0      | 0        | 0        | 0      | 0    | 1   | 0  | 0   | 56     |
| Schade        |       | 0       | 3       | 0      | 0        | 0        | 0      | 24+2 | 1   | 1  | 0   | 49     |
| Oyewo         |       | 1       | 3+2     | 0      | 0        | 0        | 0      | 0    | 3   | 0  | 0   | 42     |
| K. Allen      |       | 6       | 0       | 0      | 0        | 0        | 0      | 0    | 1   | 0  | 0   | 38     |
| T. Campbell   |       | 2       | 0       | 0      | 0        | 0        | 0      | 0    | 1   | 0  | 0   | 14     |
| B. Perauer    |       | 0       | 2       | 0      | 0        | 0        | 0      | 0    | 0   | 0  | 0   | 12     |
| D. Burrell    |       | 0       | 0       | 0      | 0        | 1        | 0      | 0    | 0   | 0  | 0   | 6      |
| M. Kretschmer |       | 0       | 1       | 0      | 0        | 0        | 0      | 0    | 0   | 0  | 0   | 6      |
| Wokocha       |       | 0       | 0       | 0      | 0        | 0        | 1      | 0    | 0   | 0  | 0   | 6      |
| M. Klein      |       | 0       | 0       | 0      | 0        | 0        | 0      | 3    | 0   | 0  | 0   | 3      |
| F. Rothmund   |       | 0       | 0       | 0      | 0        | 0        | 0      | 1    | 0   | 0  | 0   | 1      |

### Passer rating
| Giocatore | G    | Att    | Comp   | Int | Yds      | TD   | NFL    | NCAA   |
| --------- | ---- | ------ | ------ | --- | -------- | ---- | ------ | ------ |
| K. Allen  | 10+2 | 291+61 | 199+40 | 3+1 | 2881+461 | 40+3 | 133,07 | 185,69 |
| Wokocha   | 1    | 3      | 1      | 0   | 5        | 0    |        |        |